# Partido Comunista Marxista Leninista del Ecuador
El Partido Comunista Marxista Leninista del Ecuador (PCMLE) és un partit polític de l'Equador que es va escindir del Partido Comunista del Ecuador el 1964, seguint una política maoista i, després, pro-albanesa. Quan va moderar les seves posicions, encara que seguint una política estalinista, va patir una escissió (1996) de la qual va sorgir el Partido de los Trabajadores de Ecuador. El seu braç polític és el Movimiento Popular Democrático.
La bandera del PCMLE és vermella amb les sigles en groc centrades a la part cap al vol, i la falç i martell al cantó superior esquerra.